# ألان مككولوك
ألان مككولوك (بالإنجليزية: Alan McCulloch)‏ (19 أغسطس 1953 في المملكة المتحدة - ) هو لاعب كرة قدم بريطاني في مركز حراسة المرمى. شارك مع منتخب اسكتلندا تحت 21 سنة لكرة القدم. أما مع النوادي، فقد لعب مع نادي سانت ميرين ونادي كيلمارنوك ورابطة كرة القدم الاسكتلندية الحادية عشر ‏.